# Фробен Кристоф фон Цимерн
Фробен Кристоф фон Цимерн (на немски: Froben Christoph von Zimmern; * 19 февруари 1519 в дворец Меспелбрун; † 27 ноември 1566 в Мескирх) е граф на Цимерн-Мескирх. Той е автор на „Хрониката на графовете фон Цимерн“ („Zimmerische Chronik“), написана от 1540/1558 до 1566 г.
Той е син на граф Йоханес Вернер фон Цимерн Млади фон Цимерн-Мескирх (1480 – 1548) и съпругата му Катарина фон Ербах-Ербах (ок. 1485 – 1549), дъщеря на Еразмус I фон Ербах-Ербах († 1503) и Елизабет фон Верденберг-Зарганс († 1536). Внук е на Йохан Вернер I фон Цимерн „Стари“, господар на Цимерн († 1495) и графиня Маргарета фон Йотинген († 1528). По-малкият му брат е духовникът Готфрид Кристоф фон Цимерн (1524 – 1570).
През 1557 г. той разширява дворец Мескирх в ренесансов стил.

## Фамилия
Фробен Кристоф се жени на 28 април 1554 г. в Ной-Еберщайн за графиня Кунигунда фон Еберщайн (* 1528 в Ной-Еберщайн; † 13 юли 1575), дъщеря на Вилхелм IV фон Еберщайн и графиня Йохана фон Ханау-Лихтенберг. Те имат децата:
- Анна (1544 – 1602), омъжена на 9 февруари 1562 г. за граф Йоахим фон Фюрстенберг-Хайлигенберг (1538 – 1598)
- Аполония (1547 – 1604), омъжена за граф Георг II фон Хелфенщайн, фрайхер фон Гунделфинген (1518 – 1573)
- Йохана (1548 – 1613), омъжена на 25 февруари 1566 г. за Якоб V фон Валдбург-Волфег-Цайл „Дебелия“ (1546 –1589)
- Вилхелм (1549 – 1594), последният граф на Цимерн, женен за Сабина фон Турн-Фалзасина († 1588)
- Катарина (1553 – 1553)
- Кунигунда (1552 – 1602), омъжена I. за Йохан Трушсес фон Валдбург цу Волфег-Цайл (1548 – 1577), II. за Бертхолд фон Кьонигсег († 1607)
- Елизабет (Елеонора) (1554 – 1606), омъжена I. за Лазарус фон Швенди фрайхер цу Хоенландсберг (1522 – 1583), II. за Йохан IV Шенк фон Лимпург-Шмиделфелд (1543 – 1608)
- Мария (1555 – 1598), омъжена I. за Георг фон Турн-Фалзасина фрайхер цум Кройц († 1591), II. за Каспар фон Лантиери, фрайхер цу Шьонхауз († 1628)
- Сибила (1558 – 1599), омъжена на 14 ноември 1574 г. в Мескирх за граф Айтел Фридрих I фон Хоенцолерн-Хехинген (1545 – 1605)
- Барбара (1559)
- Урсула (* 1564), омъжена за Бернхард фон Ортенбург фрайхер цу Фрайенщайн-Карлсбах († 1614)